# Ginnastica ai Giochi della XXXI Olimpiade - Cavallo
La finale al cavallo con maniglie alle Olimpiadi di Rio de Janeiro si è svolta nella HSBC Arena il 14 agosto 2016.

## Podio
| Oro                        | Argento                   | Bronzo                        |
| Max Whitlock Gran Bretagna | Louis Smith Gran Bretagna | Alexander Naddour Stati Uniti |

## Qualificazioni
A causa della regola dei passaporti "two per country", l'accesso in finale è valido soltanto a due atleti per nazione.
| Pos. | Ginnasta           | Totale | Qual. |
| ---- | ------------------ | ------ | ----- |
| 1    | Max Whitlock       | 15.800 | Q     |
| 2    | Louis Smith        | 15.700 | Q     |
| 3    | Cyril Tommasone    | 15.650 | Q     |
| 4    | Harutyun Merdinyan | 15.583 | Q     |
| 5    | Oleh Vernjajev     | 15.566 | Q     |
| 6    | Nikolaj Kuksenkov  | 15.383 | Q     |
| 7    | Alexander Naddour  | 15.366 | Q     |
| 8    | David Beljavskij   | 15.300 | Q     |
| 9    | Vid Hidvégi        | 15.233 | R1    |
| 10   | Andrėj Lichavicki  | 15.233 | R2    |
| 11   | Lin Chaopan        | 15.033 | R3    |

## Classifica
| Pos.    | Ginnasta           | D Score | E Score | Penalità | Totale |
| ------- | ------------------ | ------- | ------- | -------- | ------ |
| Oro     | Max Whitlock       | 7.200   | 8.766   | —        | 15.966 |
| Argento | Louis Smith        | 6.900   | 8.933   | —        | 15.833 |
| Bronzo  | Alexander Naddour  | 6.800   | 8.900   | —        | 15.700 |
| 4       | Cyril Tommasone    | 6.900   | 8.700   | —        | 15.600 |
| 5       | David Beljavskij   | 6.600   | 8.800   | —        | 15.400 |
| 6       | Nikolaj Kuksenkov  | 6.800   | 8.433   | —        | 15.233 |
| 7       | Harutyun Merdinyan | 6.400   | 8.533   | —        | 14.933 |
| 8       | Oleh Vernjajev     | 5.700   | 6.700   | —        | 12.400 |